# Mistrzostwa Europy w socca
Mistrzostwa Europy w socca, Socca EuroCup – mistrzostwa Europy w piłce w formacie 6-osobowym, organizowane przez International Socca Federation (ISF). Turniej odbywa się co roku w stolicy Mołdawii, Kiszyniowie, począwszy od inauguracyjnych zawodów w 2023 roku.

## Historia i format
Pierwsza edycja Socca EuroCup odbyła się w dniach 29 marca–2 kwietnia 2023 roku w Kiszyniowie i zgromadziła 13 reprezentacji z Europy. Mistrzostwa pełniły równocześnie rolę eliminacji do Socca World Cup – trzy najlepsze drużyny (Rumunia i Gruzja i Kazachstan) uzyskały awans do mistrzostw świata, a zwycięzca EuroCupu (Kazachstan) zapewnił sobie tytuł kontynentalny po zwycięstwie w finale rzutów karnych nad Rumunią.

## Mistrzostwa Europy w Socca 2024
Druga edycja odbyła się między 8 a 12 maja 2024 roku również w Kiszyniowie. Turniej zorganizowano w formule jednego, wspólnego etapu (bez podziału na fazę eliminacyjną), a rywalizowało w nim więcej zespołów europejskich: m.in. 20 drużyn, z których 15 miało już wcześniejszy awans do World Cup, a pozostałe w turnieju walczyły o dodatkowe miejsca premiowane awansem do mistrzostw świata.

## Medaliści
| 2023 | Kiszyniów, Mołdawia | Kazachstan | 3–3 (k. 2–1) | Rumunia   | Chorwacja | 1–0          | Gruzja    | [ 4 ] |
| 2024 | Kiszyniów, Mołdawia | Kazachstan | 3–0          | Chorwacja | Rumunia   | 2–2 (k. 3–2) | Oman      | [ 5 ] |
| 2025 | Kiszyniów, Mołdawia | Polska     | 4–2          | Francja   | Chorwacja | 2–1          | Hiszpania | [ 6 ] |

| \| Msc. \| Państwo \| \| \| \| \| \| ---- \| ---------- \| - \| - \| - \| - \| \| 1. \| Kazachstan \| 2 \| 0 \| 0 \| 2 \| \| 2. \| Polska \| 1 \| 0 \| 0 \| 1 \| \| 3. \| Chorwacja \| 0 \| 1 \| 2 \| 3 \| \| 4. \| Gruzja \| 0 \| 0 \| 1 \| 1 \| \| 4. \| Oman \| 0 \| 0 \| 1 \| 1 \| \| 4. \| Hiszpania \| 0 \| 0 \| 1 \| 1 \| \| 4. \| Rumunia \| 0 \| 0 \| 1 \| 1 \| \| 4. \| Francja \| 0 \| 0 \| 1 \| 1 \| Tabela medalowa zaktualizowana po turnieju ME 2025. |            |       |        |      |   |
| Msc. | Państwo    | złoto | srebro | brąz |   |
| 1. | Kazachstan | 2     | 0      | 0    | 2 |
| 2. | Polska     | 1     | 0      | 0    | 1 |
| 3. | Chorwacja  | 0     | 1      | 2    | 3 |
| 4. | Gruzja     | 0     | 0      | 1    | 1 |
| 4. | Oman       | 0     | 0      | 1    | 1 |
| 4. | Hiszpania  | 0     | 0      | 1    | 1 |
| 4. | Rumunia    | 0     | 0      | 1    | 1 |
| 4. | Francja    | 0     | 0      | 1    | 1 |